# رشاد صابروف
رشاد صابروف (انگلیسی: Rishod Sobirov؛ زادهٔ ۱۱ سپتامبر ۱۹۸۶) یک جودوکار اهل ازبکستان است.
از افتخارات وی می‌توان به کسب مدال برنز در بازی‌های المپیک تابستانی ۲۰۰۸، بازی‌های المپیک تابستانی ۲۰۱۲ و بازی‌های المپیک تابستانی ۲۰۱۶ اشاره کرد.